# Meier Helmbrecht
Meier Helmbrecht est un poème, écrit au milieu du XIIIe siècle dans la région frontalière entre la Bavière et l'Autriche. Les 1934 vers qui composent le poème ont été écrits en moyen haut-allemand par Wernher der Gartenaere. L’œuvre décrit de manière critique les aspirations à la chevalerie du fils d'un paysan, à une époque où les chevaliers se font brigands et où les paysans se révoltent contre eux.

## L'auteur
On ne dispose pas de documentation de l'époque sur l'origine ou la position sociale du poète Wernher der Gartenaere : son nom est déduit des derniers vers du Helmbrecht :
| Swer iu ditze mære lese,      | Und nun betet für jeden, der euch diese Geschichte vorträgt: | Et maintenant priez pour celui qui vous rapporte cette histoire |
| bitet daz im got genædec wese | Gott möge ihm gnädig sein                                    | que Dieu l'ait en sa sainte miséricorde                         |
| und dem tihtære,              | und auch dem Dichter,                                        | et aussi le poète                                               |
| Wernher dem Gartenære.        | Wernher dem Gärtner.                                         | Wernher der Gärtner                                             |

La signification de son nom (der Gärtner : termes allemands pour le jardinier) est sujette à diverses interprétations : il peut s'agir de sa profession, de son patronyme, ou d'un nom d'artiste. Néanmoins, ses vastes connaissances littéraires laissent supposer qu'il a été un poète itinérant.

## Sources historiques
- Ambraser Heldenbuch (de), rédigé entre 1504 et 1515 par Hans Ried pour Maximilien Ier.

## Résumé
Le père du jeune Helmbrecht, défenseur de l'ordre établi, met en garde son fils contre son ambition, mais celui-ci n'en a cure : il satisfait sa vanité en entrant au service d'un chevalier pour l'accompagner lui et ses compagnons dans leur vie de rapines. Lorsqu'il revient dans sa famille, il fanfaronne en exhibant ses richesses volées et en mettant en avant les quelques mots de langues étrangères qu'il a glanés chemin faisant.
Pour couronner ce qu'il voit comme sa réussite sociale, il organise alors le mariage de sa sœur avec l'un de ses compagnons, au cours d'une fête dont le faste n'est rendu possible que par de nouveaux pillages ; hélas, au matin, lui et son compagnons sont arrêtés par la justice. Neuf d'entre eux sont pendus, et le jeune Helmbrecht lui-même s'en tire en perdant une main et un pied. Son père au désespoir le chasse. Il quitte alors définitivement la demeure familiale et erre dans la forêt jusqu'au moment où des paysans le capturent et le pendent.

## Structure du récit
L'auteur débute la narration par un prologue (vers 1-19) qui contient deux symboles marquants dans le récit : hâr (chevelure) et hûbe (coiffe) qui renvoient à la chevalerie et qui initient l'action. Un premier ensemble narratif s'ensuit (Vers 60-248) consacré aux préparatifs de Helmbrecht à l'entrée dans le monde de la chevalerie. Le personnage principal et héros auto-proclamé est Helmbrecht, jeune homme de bonne figure, fils d'un fermier régisseur de domaine. Ce dernier est par un heureux hasard entré en possession d'une coiffe richement brodée dont les motifs évoquent immédiatement aux gens cultivés l'origine noble de celui qui la porte. Cette coiffe fait naître chez Helmbrecht le désir de s'élever au-dessus de sa condition, et le fait rêver à une vie facile et confortable de chevalier, ordre auquel il décide de se joindre.

## Analyse
Sa sagesse, le père la tire de quatre rêves[réf. nécessaire] : l'historien Jacques Le Goff fait une étude de ce texte dans le dernier chapitre de son travail sur l'imaginaire médiéval.
Le texte a été traduit en français par André Moret.